# Podensac
Podensac  egy francia település Gironde megyében az Aquitania régióban. Lakosainak száma 3300 fő (2022. január 1.).

## Adminisztráció
Polgármesterek:
- 2001–2020 Bernard Mateille

## Demográfia
| Lakosok száma | 1823 | 2219 | 2261 | 2590 | 2990 | 3168 | 3215 | 3160 | 3258 | 3300 |
|               | 1968 | 1982 | 1990 | 2006 | 2013 | 2015 | 2017 | 2019 | 2020 | 2022 |

## Látnivalók
- Château d’eau Le Corbusier
- Château Chavat